# سه تفنگدار (فیلم ۱۹۳۲)
سه تفنگدار (انگلیسی: The Three Musketeers) فیلمی است که در سال ۱۹۳۲ منتشر شد. از بازیگران آن می‌توان به بلانش مونتل و هری باور اشاره کرد.